# محمدیه (طبس)
محمدیه، روستایی است از توابع بخش مرکزی شهرستان طبس استان خراسان جنوبی ایران.

## جمعیت
این روستا در دهستان منتظریه قرار دارد و بر اساس سرشماری سال ۱۳۸۵ جمعیت آن ۲۴ نفر (۵ خانوار) است.